# Emblyna branchi
Emblyna branchi là một loài nhện trong họ Dictynidae.
Loài này thuộc chi Emblyna. Emblyna branchi được Ralph Vary Chamberlin & Willis J. Gertsch miêu tả năm 1958.